# Clusia formosa
Clusia formosa är en tvåhjärtbladig växtart som beskrevs av José Cuatrecasas. Clusia formosa ingår i släktet Clusia och familjen Clusiaceae. Inga underarter finns listade i Catalogue of Life.